# Insetário

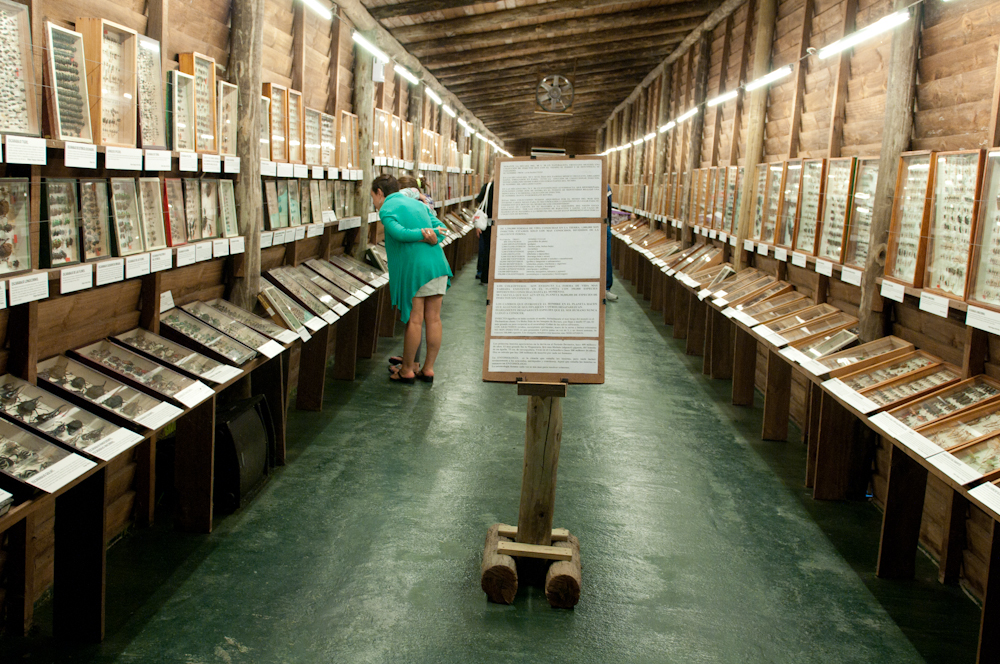
Insetário no Museu del Mar, no Uruguai.

Insetário ou entomóforo é a instalação onde se conservam ou se criam insetos; por extensão pode ser também o lugar (museu, instituto, etc.) onde os mesmos são expostos.
Além dos insetos propriamente ditos servem ainda para a exposição ou estudo de outros artrópodes similares, como os aracnídeos.

## Etapas de formação de insetário

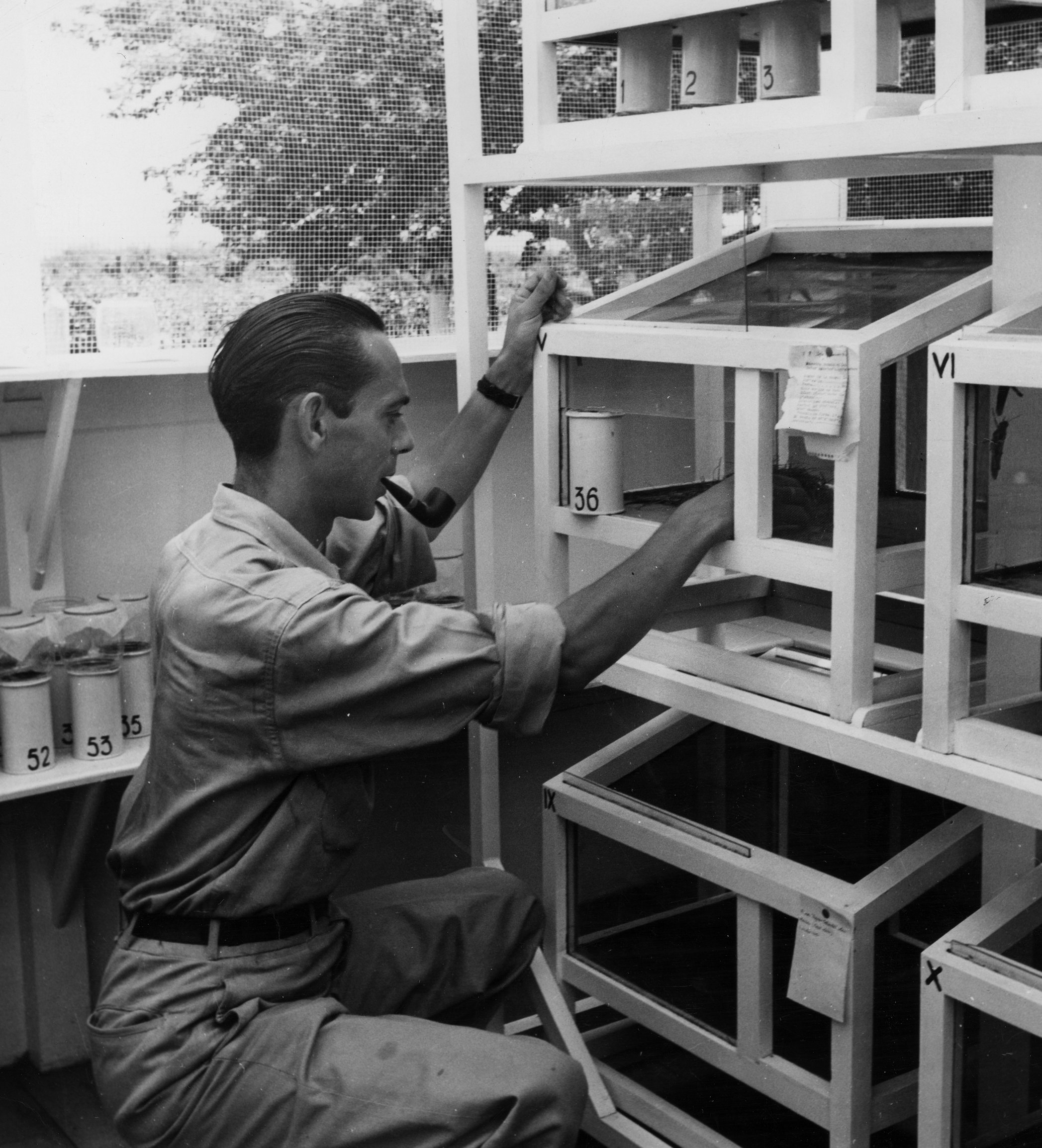
O entomólogo espanhol Eugenio Morales Agacino no insetário do CICLA, Manágua (1951).

Basicamente a formação de um insetário tem início com a coleta em campo dos espécimes; esta se dá diretamente na natureza, através de coletores como redes, armadilhas, etc.; durante esse momento é importante anotar-se os dados da captura, como local exato, data, e outras informações que possam aumentar seu valor científico.
Após a coleta os insetos vivos devem ser acondicionados em recipientes onde serão mortos (nestes casos deve-se usar venenos líquidos como acetona, éter, amoníaco, etc) e acondicionados (como envelopes para as borboletas e mariposas; insetos de corpo maleável, por exemplo, devem ser preservados em substância líquida, como o álcool, ao passo que insetos secos podem apresentar a dificuldade de quebra de algumas partes como patas e antenas - neste caso para a sua preservação deve-se usar uma câmara úmida onde o mesmo é reidratado para manuseio.
Uma vez preparados para exibição, os insetos devem ser acondicionados em expositores completamente fechados para se evitar a ocorrência de agentes de putrefação, como fungos e bactérias; uma caixa com tampa transparente é o ideal, dentro da qual deve ser colocado agentes antifúngicos, como naftalina.
Cada espécie deve ser etiquetado, com informações em letras bastante legíveis, indicando os dados elementares: nome vulgar, científico, autoridade, local de captura, etc.

## Uso técnico-científico
O insetário constitui importante instrumento para a pesquisa de pragas agrícolas, onde proporciona um isolamento externo e controle de indivíduos e suas reações aos agentes que lhes oferece combate; além disso é possível ali se realizar estudos de controle biológico de pragas, como alternativa ao uso inseticidas. Nesta modalidade de insetário é possível a realização de estudos de comportamento e populacional, bem como a interação entre vetores e parasitas, a suscetibilidade de populações a agentes biológicos e a ação de larvicidas.
No Brasil a Fiocruz estabeleceu as normas para o funcionamento desses equipamentos, com a publicação em 2005 dos “Parâmetros de Biossegurança para insetários e infectórios de vetores".